# Metallica Metalluca
Metallica Metalluca (メタリカ·メタルカ?) è un manga scritto e disegnato da Teruaki Mizuno dal 17 maggio al 13 settembre 2010 e pubblicato su Weekly Shōnen Jump. La serie fu interrotta per lo scarso successo ottenuto. 

## Trama
Nel mondo di Minea l'economia è governata dal commercio di metalli rari e un gran numero di persone vanno alla loro ricerca mettendo a rischio la loro stessa vita. Per mantenere una promessa fatta al padre un giovane ragazzo di nome Luca vuole ottenere la licenza di Miner.

## Personaggi
- Luca: un giovane e spensierato ragazzo della tribù Metallica che vuole diventare Miner per una promessa fatta al padre. Personaggio molto forte in combattimento, quando è affamato diviene molto più serio.
- Shino: una cacciatrice di tesori che si allea a Luca per sfruttarne il potere.
- Gatō: un ragazzo che farà da supporto a Luca e Shino durante le prove dell'esame per diventare Miner.
- Trenka:
- Balk: il padre di Luca, della tribù Metallica, in missione alla ricerca del metallo più raro del mondo.
- Bajeena: il presidente dell'associazione Miner e nonno di Shino.
- Zuo: un miner, braccio destro di Bajeena.

## Somiglianze
Il manga a primo impatto sembra prendere molti elementi da altre opere come Hunter × Hunter di Yoshihiro Togashi e Dragon Ball di Akira Toriyama. Il protagonista infatti è alla ricerca del padre e per riuscire a farlo liberamente partecipa a un esame suddiviso in tre prove, in modo da ottenere il titolo di Miner (simile al titolo di Hunter). Il rapporto tra Luca e Shino appare invece molto simile a quello tra Goku e Bulma: il protagonista inoltre, proprio come quello di Dragon Ball, è un ragazzo ingenuo e spensierato, al contrario di Shino che, in modo simile al personaggio di Toriyama, fa delle avances a Luca per convincerlo a diventare la sua guardia del corpo.